# Yanni Wetzell
Yannick Clemens Thomas „Yanni“ Wetzell (* 8. Juli 1996 in Auckland) ist ein neuseeländisch-deutscher Basketballspieler.

## Werdegang
Wetzell spielte als Jugendlicher Fußball, Rugby und Tennis. In letzterer Sportart nahm er an internationalen Wettbewerben teil. In Folge eines Wachstumsschubs begann er im Alter von 17 Jahren mit dem Basketballsport. Wetzell war in seiner Geburtsstadt Auckland Mitglied der Basketballmannschaft der Westlake High School.
2015 verließ er sein Heimatland und nahm ein Wirtschaftsstudium an der St. Mary’s University im US-Bundesstaat Texas auf. Er war Leistungsträger der Basketball-Hochschulmannschaft in der zweiten NCAA-Division. Wetzell gelang 2017 der Sprung in die erste Division des US-Hochschulsportverbands. Nachdem er wegen der Wechselbestimmungen der NCAA in der Saison 2017/18 nicht am Wettkampfbetrieb hatte teilnehmen dürfen, spielte er jeweils ein Jahr für die Mannschaften der Vanderbilt University sowie der San Diego State University.
Im Sommer 2020 unterschrieb Wetzell einen Vertrag für die Saison 2020/21 bei der Mannschaft South East Melbourne Phoenix aus der ozeanischen National Basketball League (NBL). Kurz darauf nutzte er eine Vertragsklausel, um ein Angebot der MHP Riesen Ludwigsburg aus der deutschen Bundesliga anzunehmen, kehrte jedoch schon Mitte Oktober 2020 zu South East Melbourne Phoenix zurück, weil es Schwierigkeiten mit seinem Reisepass gegeben hatte. Ein Bundesliga-Spiel hatte Wetzell für Ludwigsburg nicht bestritten.
In seinem zweiten Spieljahr in der NBL steigerte Wetzell seine Leistungen deutlich, ihm gelangen für die New Zealand Breakers im Durchschnitt 17,7 Punkte und 8,2 Rebounds je Begegnung. Mitte April 2022 wurde er von Saski Baskonia aus der spanischen Liga ACB verpflichtet. Ende Juli 2022 stattete der deutsche Bundesligist Alba Berlin den Neuseeländer mit einem Dreijahresvertrag aus. Im Mai 2023 nahm Wetzell, der über deutsche Vorfahren verfügt, die deutsche Staatsbürgerschaft an.
2025 lief sein Vertrag mit dem Bundesligisten aus, Wetzell wechselte daraufhin nach Japan zur Mannschaft Akita Northern Happinets.

### Nationalmannschaft
Wetzell war neuseeländischer U19-Nationalspieler. Im Sommer 2023 kam er erstmals in der Herrennationalmannschaft seines Heimatlandes zum Einsatz.